# Google云打印
Google云打印（英語：Google Cloud Print）是Google公司推出的一项基于云计算技术的服务。
Google云打印于2010年4月提出，Google Chrome OS操作系统通過該技術實現远程打印。这项技术能使客户端设备和打印机在远程进行连接，并完成打印的操作。Google云打印自2020年12月31日起将不再受支持。